# Nageia maxima
Nageia maxima är en barrträdart som först beskrevs av De Laub., och fick sitt nu gällande namn av De Laub. Nageia maxima ingår i släktet Nageia och familjen Podocarpaceae. IUCN kategoriserar arten globalt som sårbar. Inga underarter finns listade i Catalogue of Life.